# Argine

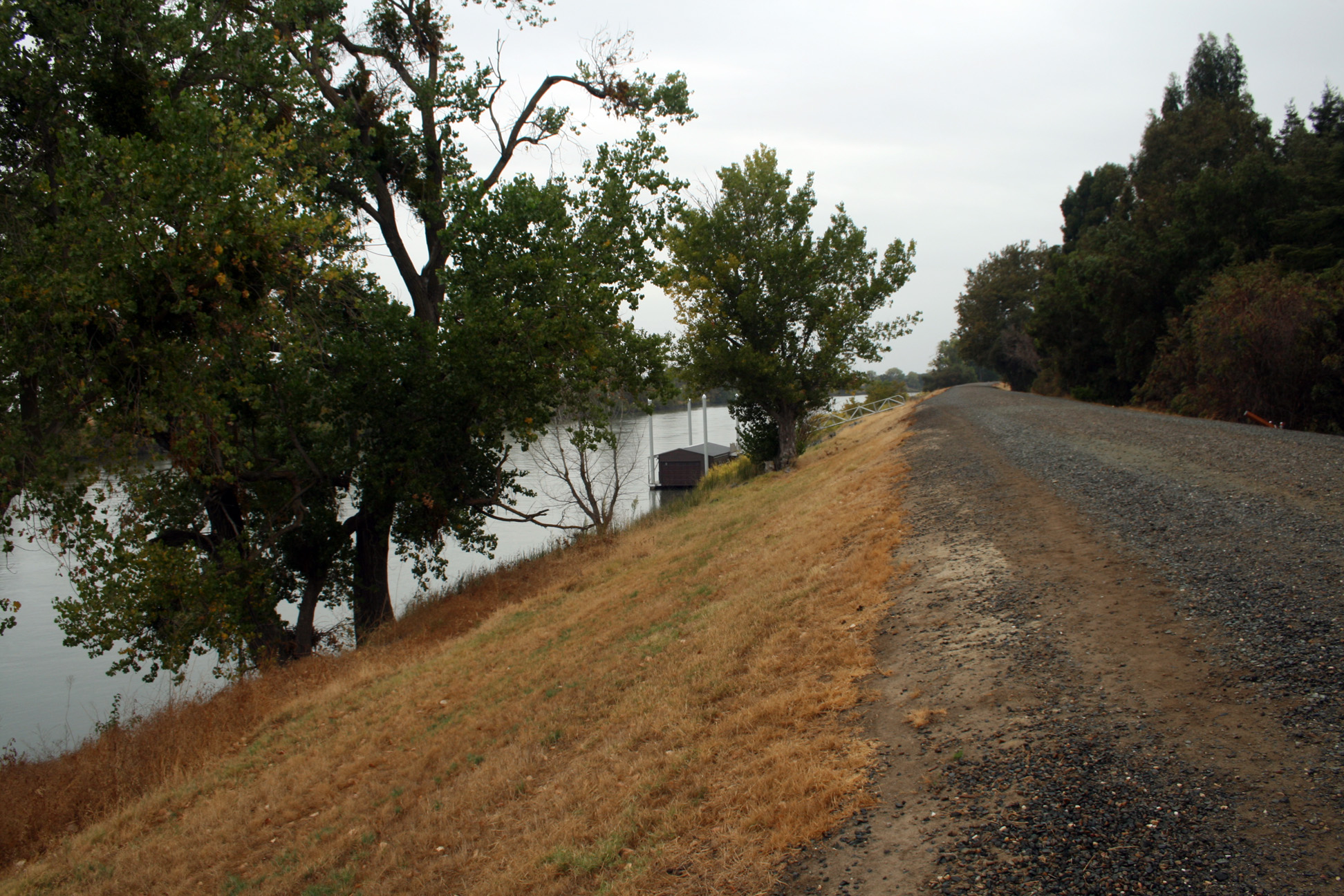
Argine lungo un fiume

L'argine è un'opera di difesa passiva del territorio atta ad impedire lo straripamento dei corsi d'acqua. Esso è generalmente costituito da un rilevato impermeabile in terra simile ad una diga che può raggiungere altezze anche considerevoli (in Italia sia il fiume Po sia il fiume Adige hanno argini che superano i 10 metri di altezza).
Secondo la convenzione della destra e sinistra orografica, ponendosi rivolti nella direzione del corso dell'acqua, le spalle alla sorgente, si dice argine destro quello posto a destra, argine sinistro l'altro.

## Descrizione

### Tipologie
Gli argini possono essere disposti in froldo, ovvero a diretto contatto con il flusso idrico, oppure posti a una certa distanza da questo. In questo secondo caso, la fascia di terreno compresa tra l'alveo attivo e l'argine prende il nome di golena.
L'argine si dispone in froldo quando manca spazio per la sua edificazione più arretrata o l'area da difendere ha un valore troppo elevato per sacrificarla destinandola a golena. La disposizione in froldo sottopone l'argine ad azioni erosive molto più spiccate rispetto ad un argine in golena. Infatti il suo piede è direttamente a contatto con la parte inferiore della sezione liquida del corso d'acqua, quella cioè caratterizzata da maggiore pressione idrostatica ed attività cinetica. La presenza delle golene, inoltre, consente su di esse l'espansione dei volumi di piena, con conseguenti benefici sia sui livelli idrometrici che sulla propagazione dell'onda di piena a valle.

### Dimensionamento
L'altezza degli argini di un corso d'acqua è dimensionata in base all'entità degli eventi di piena previsti in un arco di tempo pluriennale (definito "tempo di ritorno"). Per definire la quota di massima piena a una determinata sezione è necessario conoscere la portata del corso d'acqua in corrispondenza di essa. Questa è calcolata in base alla superficie del bacino sotteso ed alla piovosità ad esso specifica. Il calcolo della massima piena viene elaborato, per corsi d'acqua di una certa entità o di elevata pericolosità intrinseca (pensilità dell'alveo) o di contesto (caratteristiche del territorio da difendere), per tempi di ritorno di 100 anni. La quota di sommità arginale viene determinata integrando il livello di massima piena, calcolato come sopra indicato, di un ulteriore margine di sicurezza detto franco arginale. Esso ha entità variabile, tanto maggiore quanto più elevato è il grado di pericolosità idraulica del corso d'acqua e del suo contesto territoriale. Di norma, per corsi d'acqua primari, si adotta un franco di 1,00 m. - 1,20 m sulla massima piena. 
Nella regimazione dei corsi d'acqua è necessario porre particolare attenzione alle preesistenti opere d'arte, in particolare ai ponti stradali e ferroviari che sono spesso collocati in corrispondenza di un restringimento d'alveo che può provocare un innalzamento dei livelli idrometrici a monte. 

## Dissesti arginali
Le più comuni cause di dissesto arginale sono l'erosione, il sormonto, il sifonamento, il franamento e lo sfiancamento. 

### Erosione
L'erosione si verifica quando un corpo arginale esposto direttamente alla corrente (argine in froldo) viene da questa progressivamente eroso sino alla sua perforazione, con conseguente rotta arginale ed esondazione delle acque.

### Sormonto
Il sormonto avviene quando il livello di piena supera la sommità arginale. Esso può verificarsi per diverse cause, tra cui le principali sono superamento della portata di progetto, sottovalutazione della scabrezza dell'alveo e conseguente sopravvalutazione della portata esitabile, assestamento del rilevato in seguito alla sua costruzione o sopraelevazione, subsidenza del terreno di imposta. In alcuni casi si può riuscire a impedire il sormonto con un intervento tempestivo, sopraelevando l'argine con riporti di terra o sacchetti di sabbia o, in casi estremi, con l'aratura della sommità.

### Sifonamento
Il sifonamento consiste nella progressiva asportazione di materiale costituente il corpo arginale per l'effetto erosivo di moti filtranti emergenti alla superficie del suolo sul lato a campagna. Il rischio di sifonamento si manifesta con l'apparire di fontanazzi al piede arginale o in sua prossimità. Se l'acqua esce limpida, non vi è, al momento, trasporto solido, se invece è torbida, il fenomeno è pericoloso e progressivo. In questi casi il materiale asportato si deposta intorno al fontanazzo, formando le cosiddette  soil boil. Si può provare ad arrestare il trasporto solido del fontanazzo, costruendo intorno alla sua emergenza una coronella, ossia circondandolo con sacchetti di sabbia in modo da innalzare il livello idrico al suo interno, formando così una contropressione, sino al venir meno del trasporto solido. È opportuno lasciare sfogo alle acque limpide del fontanazzo in modo da evitare la semplice traslazione del suo punto di emersione.
Il sifonamento può essere favorito dalla presenza radici di alberi, specialmente se la specie arborea è idrofila. Un'altra possibile causa è costituita dalle tane di animali (ad esempio nutrie), che costituiscono una via d'innesco del fenomeno.

### Sfiancamento
Lo sfiancamento si verifica quando la massa del materiale costituente il corpo arginale, a causa della sua completa imbibizione d'acqua (sia essa di deflusso che di pioggia), viene colpita da cedimenti. L'innescarsi di una situazione di imminente sfiancamento è segnalata dal fatto che l'argine diventa cedevole al piede (definito a “porco grasso” o a “ventre di vecchia”, secondo la terminologia tradizionale).

### Franamento
Il franamento dell'argine può essere dovuto a varie cause che generano l'instabilità del rilevato. Tra di esse le più frequenti sono l'erosione al piede e lo smottamento di grosse zolle dovuto allo sradicamento di alberature presenti lungo la linea di sponda.

### Gestione delle opere idrauliche
Al fine di far fronte ai suddetti e ad altri dissesti, gli argini, così come le altre opere idrauliche, sono oggetto di periodici interventi di sistemazione e manutenzione effettuati dagli enti preposti. In Italia, essi sono, in base alla vigente legislazione, le regioni (Geni civili), per la rete idrografica principale, i consorzi di bonifica, per la rete irrigua e di scolo e l'A.I.PO (Agenzia Interregionale per il Fiume Po), già Magistrato per il Po, costituita dalle regioni Piemonte, Lombardia, Emilia-Romagna e Veneto, con sede centrale a Parma.